# Уолтц, Кеннет Нил
Кеннет Нил Уолтц (англ. Kenneth Neal Waltz; 8 июня 1924 — 13 мая 2013) — американский политолог, представитель теории неореализма; профессор политической науки в Калифорнийском университете Беркли и Колумбийском университете, в 1987—1988 годах — президент Американской ассоциации политической науки (APSA), член Американской академии искусств и наук. В 1999 году удостоен премии имени Дж. Мэдисона. Основные научные интересы Уолтца — теоретические и методологические проблемы международных отношений как самостоятельной дисциплины; позднее — комплекс проблем, связанных с распространением ядерного оружия.

## Уровни анализа
Первым трудом Уолтца в области политологии стала его книга «Человек, государство, и война» (1959), которая классифицировала теории международных отношений по трём категориям или уровням анализа. Первый уровень объяснил международную политику как прежде всего ведомую людьми, или результатом психологических сил. Второй уровень объяснил международную политику как ведомую внутренними режимами государств, в то время как третий уровень рассматривал роль системных факторов или влияние международной анархии на государственное поведение. «Анархия» в этом контексте означает не условие хаоса или беспорядка, но только то, что нет никакого верховного органа, который управляет этническими государствами.

## Неореализм
Ключевой вклад Уолтца в политологию состоит в создании неореализма (или структурного реализма) — теории международных отношений (International Relations /IR/), которая устанавливает, что действия государств могут часто объясняться давлением, оказанным на них международным соперничеством, которое ограничивает и сужает их выбор. Неореализм, таким образом, стремится объяснять повторящиеся образцы государственного поведения, например, почему отношения между Спартой и Афинами напоминают важные отношения между США и СССР.
Уолтц утверждает, что мир существует в состоянии перманентной международной анархии. Уолтц отличает анархию международного общественного мнения от внутренней. Во внутренней сфере основные «действующие лица» могут обратиться (да и вынуждены обращаться) к «верховному судье» — государству или правительству, однако в международной сфере отсутствует подобный легитимный источник верховной власти. Анархия международной политики — отсутствие центрального двигателя — означает, что государства должны действовать так, чтобы гарантировать свою безопасность прежде всего. Это — фундаментальный факт политической жизни, перед которым стоят демократические государства и диктатуры, кроме редких случаев, когда они не могут рассчитывать на добрую волю других и таким образом они должны всегда быть готовы постоять за себя.
Как большинство неореалистов Уолтц признаёт, что глобализация ставит новые проблемы перед государствами, но он не полагает, что государства заменимы, потому что никакой другой (негосударственный) орган не может равняться по способностям государству. Уолтц предположил, что глобализация — причуда 1990-х и что государство может расширить свои функции в ответ на глобальные изменения.
Неореализм был ответом Уолтца на то, что он рассматривал как недостатки классического реализма. Хотя иногда используются одинаковые термины, неореализм и реализм имеют много фундаментальных различий. Главное различие между этими двумя теориями — то, что классический реализм помещает человеческую натуру, или убеждение доминировать, в центр его объяснения войны, в то время как неореализм не делает ставку на человеческую натуру и утверждает вместо этого, что давления анархии формируют результаты независимо от человеческой натуры или внутренних режимов.
Теория Уолтца, как он ясно даёт понять в «Теории Международной Политики», не является теорией внешней политики и не пытается предсказать или объяснить определённые акты государственной власти, такие как крах Советского Союза. Теория объясняет только общие принципы поведения, которые управляют отношениями между государствами в анархической международной системе, а не определёнными действиями. Эти повторяющиеся принципы поведения включают балансирование власти (теория была пересмотрена Штефаном Уолтом, заменив понятие «равновесия сил» на «баланс угрозы»), которые включаются в индивидуально подоптимальные гонки вооружений и проявляют сдержанность соразмерно относительной власти. В Теории Международной Политики (1979:6) Уолтц предполагает, что от хорошей теории социологии надо ожидать не предсказание, а объяснение, так как социологи не могут проводить управляемые эксперименты, которые предоставляют естественным наукам такую большую способность прогнозирования.

## Критика неореализма
Начиная с его появления в 1979 году и до конца холодной войны неореализм был доминирующей теорией международных отношений. Его неспособность объяснить внезапный и мирный крах Советского Союза поставила под сомнение утверждение Уолтца, что биполярные системы должны быть более устойчивыми, чем многополюсные системы. Уолтц говорил, что стабильность путают с длительностью, которая не означает мир, и что биполярная система была действительно более устойчивой в последнем смысле.
Другая главная тема критики неореализма (и классического реализма вообще) — неспособность объяснить длительный мир великой державы начиная со Второй мировой войны и увеличивающееся сотрудничество государств. Альтернативные объяснения, которые сосредотачиваются на ролях учреждений, норм и внутренних режимов, продолжили предлагать альтернативу реалистичному подходу, хотя реалистические теории продолжают иметь главное влияние на текущую работу и теорию.
Другие критики утверждали, что государства не участвуют в балансирующем поведении, как предсказывает неореализм, а вместо этого часто при наличии выбора предпочитают побеждающую сторону или более сильную сторону в международном кризисе. Уолтц отвечает, что его теория объясняет действия средних и великих держав и что маленькие уязвимые государства действительно при наличии выбора часто примыкают к побеждающей стороне; но в конечном счёте их действия не влияют в существенной степени на курс международных отношений.

## Награды
- Награда Хейнца Ойлау за лучшую статью в Обзоре Американской Политической Науки
- Награда Джеймса Мэдисона за «выдающиеся академические вклады в политологию» от американской Ассоциации Политологии в 1999[4]
- Стипендия Гуггенхайма в 1976[5]